# Bombardements de Paris et de sa banlieue durant la Seconde Guerre mondiale
 (avril 2021).
La mise en forme du texte ne suit pas les recommandations de Wikipédia : il faut le « wikifier ».
Les points d'amélioration suivants sont les cas les plus fréquents. Le détail des points à revoir est peut-être précisé sur la page de discussion.
- Les titres sont pré-formatés par le logiciel. Ils ne sont ni en capitales, ni en gras.
- Le texte ne doit pas être écrit en capitales (les noms de famille non plus), ni en gras, ni en italique, ni en « petit »…
- Le gras n'est utilisé que pour surligner le titre de l'article dans l'introduction, une seule fois.
- L'italique est rarement utilisé : mots en langue étrangère, titres d'œuvres, noms de bateaux, etc.
- Les citations ne sont pas en italique mais en corps de texte normal. Elles sont entourées par des guillemets français : « et ».
- Les listes à puces sont à éviter, des paragraphes rédigés étant largement préférés. Les tableaux sont à réserver à la présentation de données structurées (résultats, etc.).
- Les appels de note de bas de page (petits chiffres en exposant, introduits par l'outil «  Source ») sont à placer entre la fin de phrase et le point final[comme ça].
- Les liens internes (vers d'autres articles de Wikipédia) sont à choisir avec parcimonie. Créez des liens vers des articles approfondissant le sujet. Les termes génériques sans rapport avec le sujet sont à éviter, ainsi que les répétitions de liens vers un même terme.
- Les liens externes sont à placer uniquement dans une section « Liens externes », à la fin de l'article. Ces liens sont à choisir avec parcimonie suivant les règles définies. Si un lien sert de source à l'article, son insertion dans le texte est à faire par les notes de bas de page.
- La présentation des références doit suivre les conventions bibliographiques. Il est recommandé d'utiliser les modèles {{Ouvrage}}, {{Chapitre}}, {{Article}}, {{Lien web}} et/ou {{Bibliographie}}. Le mode d'édition visuel peut mettre en forme automatiquement les références.
- Insérer une infobox (cadre d'informations à droite) n'est pas obligatoire pour parachever la mise en page.

Pour une aide détaillée, merci de consulter Aide:Wikification.
Si vous pensez que ces points ont été résolus, vous pouvez retirer ce bandeau et améliorer la mise en forme d'un autre article.
 (avril 2021).
- Si vous ne connaissez pas le sujet, laissez ce bandeau (vous pouvez alors contacter les auteurs).
- Si vous supprimez le contenu mis en cause (vous pouvez préalablement contacter les auteurs),

argumentez précisément cette suppression dans la page de discussion
(un manque de référence n'est pas un argument ; une recherche réelle de référence doit avoir été effectuée, être formellement documentée).
Cet article fait un recensement non exhaustif des bombardements aériens (Alliés ou Allemands) et les alertes sur Paris et sa banlieue durant la Seconde Guerre mondiale. D'abord en 1940 du fait de l'invasion allemande, ils reprennent en 1942 par les forces alliées, atteignant un point culminant en 1944. La France a reçu plus de 20 % des bombes larguées par les Alliés sur l’Europe entre 1940 et 1945.
Entre 1940 et 1944, douze attaques touchent Paris, mais les bombardements de la banlieue ont été plus nombreux. La première (3 juin 1940) et les dernières attaques (entre le 26 août à la Libération de Paris et le 26 décembre 1944) sont le fait de l’aviation allemande et des V1 et V2.

## Année 1940
| 3 juin | La Luftwaffe vise l'usine Pathé-Marconi de Chatou. Plus d'un millier de bombes font deux cents victimes civiles dont quarante-cinq morts. |

## Année 1942
| 3 mars | Bombardement de l'île Seguin, où se trouve l’usine Renault de Billancourt. Plusieurs centaines de victimes sont recensées,. |

## Année 1943
| 4 février          | DCA sans alerte |
| 9 mars             | DCA sans alerte |
| 10 mars            | DCA sans alerte |
| 11 mars            | DCA sans alerte |
| 26 mars            | DCA sans alerte |
| Dimanche 4 avril   | 14 h 16 Alerte + DCA Bombardement : Renault Billancourt / Pont de Sèvres / Banlieue Ouest. Raid de plusieurs vagues de bombardiers américains et canadiens sur les usines Renault : 250 tonnes de bombes sont larguées depuis une hauteur de 400 mètres. Plusieurs bombes tombent sur l'hippodrome de Longchamp, très fréquenté. 40 blessés et 7 morts. Une bombe explose dans la station de métro Pont-de-Sèvres sur une rame à l'arrêt, tuant 80 personnes. Plusieurs bombes tombent sur Boulogne-Billancourt, les 15e et 16e arrondissements de Paris. Bilan : 1 500 blessés et 374 morts, Fin d'alerte : 15 h 18 |
| 17 avril           | Alerte + DCA |
| 18 avril           | Alerte + DCA |
| 13 mai             | Alerte |
| 15 mai             | 2 alertes |
| 18 mai             | Alerte |
| 19 mai             | Alerte |
| 28 mai             | Alerte |
| 13 juin            | Alerte |
| 18 juin            | Alerte + DCA |
| 20 juin            | Alerte |
| 22 juin            | DCA sans alerte |
| Juillet            | ? Vacances scolaires |
| 16 août 1943       | 10 h 20 : Alerte + DCA 10 h 25 : Bombardement du Bourget / Dugny / Bonneuil / Garges / Le Blanc-Mesnil / Drancy / Sarcelles / fort de Stains. 169 bombardiers lourds américains. L'objectif des Alliés est d'une part de détruire l'aérodrome du Bourget et d'autre part le potentiel militaire allemand installé sur la base aérienne de Dugny. En trois vagues successives les bombardiers américains larguent 900 tonnes de bombes (2 649 bombes) qui détruiront presque complètement Dugny et la partie nord du Bourget Bilan : nombreux blessés et 110 morts Fin de bombardement 10 h 35 |
| 17 août 1943       | Vers 17h, bombardement du Bourget, d'Orly et de Toussus. |
| 25 août 1943       | Vers 19h, Bombardement de Villacoublay par 5 sections de 18 avions. C'est l'usine Junker, chargée de la réparation des avions qui est visée. Bilan : 1 mort (un soldat Allemand qui s'était réfugié dans un abri. Les ouvriers ont été épargnés : le mardi, ils quittent leur travail à 18h.) |
| 1er septembre      | Plusieurs alertes |
| 3 septembre 1943   | Vers 11h, bombardement : Bois de Boulogne / Auteuil / Banlieue Ouest Bombardement dirigé sur une partie des quartiers abritant les états-majors de l’armée allemande ou vers des usines travaillant pour l’effort de guerre comme Citroën quai de Javel. Les bombes tombent à Paris 6e, 14e, 15e, 16e. Plus de 100 points de chute parmi lesquels : Rue du Cherche-Midi, rue de Rennes, rue de Vaugirard, avenue du Maine, rue Croix Nivert, place Balard, quai de Javel, boulevard Murat, rue Michel Ange, rue Chardon Lagache, avenue de Versailles Bilan : 225 blessés et 100 morts |
| Jeudi 9 septembre  | 9h15 - 10 h 35 : alerte 10h05: DCA 10h05 : Bombardement de Bois-Colombes / Colombes / la Garenne-Colombes / Bécon-les-Bruyères / Courbevoie / Asnières-sur-Seine Les bombardiers ciblent les sites d'Hispano-Suiza, SKF et Air Equipement qui fabriquait des pièces pour l'aéronautique. Jusqu’à 10 h 35, 42 bombes tombent et atteignent presque exclusivement le quartier sud de la ville. Le quartier le plus touché est celui des Vallées, qui reçoit 24 bombes. La rue Pierre-Joigneaux, la rue des Cailloux (actuelle rue André-et-Marie-Louise-Roure), la rue des Romains et la rue et l’avenue des Peupliers subissent le plus gros du bombardement. Un peu plus loin, six bombes tombent sur l’usine Hispano-Suiza mais une seule éclate, sans provoquer de réels dégâts. Deux forteresses volantes américaines sont touchées par la DCA, dont une au-dessus de Courbevoie qui s'abattra dans le nord de la région parisienne. Bilan : 24 blessés et 13 morts Fin d'alerte : 10h40 |
| 15 septembre 1943  | 19h30 : alerte + DCA 19h45 Bombardement de Courbevoie / Bois-Colombes / Ouest Parisien / Avenue de Versailles / Javel Trois objectifs majeurs ont été retenus: l’usine Caudron-Renault de Courbevoie (40 bombardiers), Renault à Billancourt (21 appareils) et les usines Hispano-Suiza d’Asnières (78 bombardiers). 1 643 bombes de 250 kilos sont déversées sur les trois cibles. Des bombes éclatent dans le 16e arrondissement de Paris sur Auteuil, l’avenue de Versailles, rue Michel-Ange. Une forteresse volante américaine nommée « Pat Hand » explose au-dessus du secteur : l’équipage et les morceaux de l’avion s’éparpillent entre Courbevoie, Puteaux, Colombes et la Garenne-Colombes. Deux autres forteresses seront abattues au-dessus de la région parisienne et tombent en flammes à Versailles. Un aviateur allié, dont l'avion a été détruit, est tué par des soldats allemands près du pont de Maisons-Laffitte, alors que son parachute est encore à 20 mètres du sol. La plupart des cibles économiques sont touchées. Les usines Guerlain, Hispano, Air Equipement, Delage, Berilot et les entrepôts de Bécon en font partie. Un train en gare de Bécon est détruit. Bilan au sol : 211 blessés et 291 morts Fin d'alerte : 20h40 |
| 18 septembre       | 2 alertes |
| 19 septembre       | Alerte |
| 21 septembre       | Alerte |
| 22 septembre       | Alerte |
| 23 septembre       | Alerte |
| 24 septembre       | 2 alertes |
| 26 septembre       | Alerte |
| 27 septembre       | 2 alertes – DCA 2 heures plus tard |
| 1er octobre        | DCA sans alerte |
| Dimanche 3 octobre | DCA puis alerte 14 h 00 Bombardement de Chevilly Larue. 12 Boston des Forces aériennes françaises libres du groupe Lorraine a comme objectif la centrale électrique de Chevilly-Larue au nord de Villeneuve-Saint-Georges qui alimente le chemin de fer Paris-Orléans, que doit emprunter un important convoi allemand.7 unités de transformateurs sur 10 sont hors d’usage. Une bombe tombe sur une maison où l’on célébrait un baptême. L'avion du lieutenant Yves François Lamy est touché. Afin d'épargner des habitations vers lesquelles il se dirige, le pilote détourne brutalement son appareil et percute le pont de Tolbiac avant de s'abîmer dans la Seine. Aucun des quatre membres de l'équipage ne survécut. Bilan au sol : 21 blessés et 16 morts |
| 4 octobre          | Alerte |
| 7 octobre          | DCA sans alerte |
| 18 octobre         | Alerte |
| 21 octobre         | DCA sans alerte |
| 22 octobre         | Alerte |
| 24 octobre         | Alerte |
| 3 novembre         | Alerte |
| 5 novembre         | DCA sans alerte |
| 7 novembre         | Alerte |
| 10 novembre        | Alerte |
| 3 novembre         | Alerte |
| 26 novembre        | Alerte + DCA |
| 20 décembre        | 2 alertes |
| 24 décembre        | Alerte |
| 30 décembre        | 2 alertes |
| 31 décembre        | 11h34 : alerte11 h 45 : DCA. 12h19 : Bombardement d’Ivry: Trente-deux bombes détruisent l’essentiel de l’usine SKF, 33 bombes mettent hors de service les forges d’Ivry, 8 bombes dévastent le garage Desmarais. 12h29 : Bombardement de Bois-Colombes : L’usine de roulement à billes CAM est détruite à 80 %, l’usine Air-Equipement à 90 % ainsi que le centre d’essai Daimler-Benz. L’imprécision des frappes fait que des bombes éclatent aussi à Charenton, à Alforville et à Vitry / Becon / Courbevoie / Asnières-sur-Seine / la Garenne-Colombes. Bilan : plus de 500 blessés et 300 morts Fin d'alerte : 12h45 |

## Année 1944[9]
| 2 janvier         | Alerte |
| 3 janvier         | Alerte |
| 4 janvier         | Alerte |
| 5 janvier         | Alerte |
| 7 janvier         | 2 alertes |
| 14 janvier        | 2 alertes |
| 21 janvier        | Alerte |
| 2 février         | Alerte |
| Jeudi 3 février   | 3 alertes – Bombardement : Les Mureaux |
| Samedi 5 février  | 2 alertes – Bombardement : Villacoublay Bombardement des ateliers de réparation Junker à Villacoublay et la base aérienne. |
| 8 février         | Alerte |
| 9 février         | Alerte |
| 10 février        | Alerte |
| 11 février        | Alerte + présomption d’alerte |
| 12 février        | Alerte |
| 21 février        | Alerte |
| 25 février        | Alerte |
| 29 février        | Alerte |
| 2 mars            | Alerte |
| 3 mars            | 2 alertes – Bombardement : Les Mureaux |
| 6 mars            | 20h20 Alerte 20h30 Bombardement de Trappes / Montigny 261 Avro Lancaster et 6 Mosquito du RAF Bomber Command larguent 1 260 tonnes de bombes La gare de triage est dévastée. Les toits de l'église et de l'école de Montigny sont soufflés. |
| 7 mars            | Alerte Bombardement de Trappes |
| 13 mars           | Alerte |
| 15 mars           | Pré-alerte |
| 16 mars           | Alerte + pré-alerte |
| 17 mars           | Alerte – Bombardement : Créteil / Creil |
| 18 mars           | 2 alertes |
| 20 mars           | alerte – Bombardement : Creil |
| 23 mars           | 1 alertes 11h50 : Alerte 12h00 : Bombardement de Creil par 209 Marauder du IXe bomber command, appuyé par les chasseurs du 2e tactical air force. 12h15 : Fin de bombardement 12h46 : alerte 12h58 : Bombardement de Creil par 18 Boston dont des éléments du groupe Lorraine qui lâchent dix huit tonnes de bombes. Les voies Creil-Paris, Creil-Rouen, sont interrompues en plusieurs points. Bilan au sol: 200 blessés et 262 morts 13h17 : Fin de bombardement     |
| 26 mars           | Alerte |
| 27 mars           | Alerte |
| 30 mars           | DCA sans alerte |
| 31 mars           | Alerte |
| 9 avril           | 22h30 : Alerte 23h57 Bombardement : Villeneuve St Georges / Créteil / Valenton 166 Lancaster et 49 Halifax appuyés par 10 Mosquito chargés de baliser la zone du raid aérien sur la gare de triage de Villeneuve-Saint-Georges. Valenton, la ville voisine, est durement touchée. 1 300 points d’impact. 437 immeubles sont plus ou moins endommagés. Bilan au sol: 200 blessés et 262 morts 0h32 le 10 avril : fin de bombardement                                    |
| 10 avril          | Alerte – Bombardement : Villeneuve- Saint-Georges / Créteil objectif : la gare de triage de Villeneuve-Saint-Georges mais des bombes tombèrent sur Créteil. 18 immeubles furent totalement détruits et 90 partiellement. Bilan au sol: 46 blessés et 40 morts |
| 11 avril          | Alerte – Bombardement : Versailles |
| 12 avril          | Alerte – Bombardement : Créteil / Bonneuil |
| 17 avril          | Alerte |
| 18 avril 1944     | Bombardement de Noisy-le-Sec et Bombardement de Juvisy 23h00 Alerte 23h05 : Bombardement : Noisy-le-Sec / Juvisy Deux cents bombardiers Lancaster et sept Mosquitos de la RAF lâchent à 2000 mètres d'altitude 1 129 tonnes de bombes soit environ 2 000 bombes. 400 bombes à retardement explosent jusque dans l’après midi du 19 avril 1944. Bilan : 464 habitants décédés et 370 sont grièvement blessés. 0h30 le 19 avril : fin de bombardement                    |
| 21 avril 1944     | Bombardement du 21 avril 1944 Alerte – 0h06 0h20: Bombardement : La Chapelle / Saint Denis / Paris 18e Faible DCA. 1h20 : Bombardement seconde vague Objectif : freiner le déplacement des troupes allemandes en bombardant les nœuds ferroviaires. La gare de triage de La Chapelle est la cible. 247 Avro Lancaster et 22 de Havilland DH.98 Mosquito lâchent 2 000 bombes soit 1 265 tonnes d’explosifs. Bilan au sol: 377 blessés et 641 morts Fin d’alerte : 2h00 |
| Vendredi 22 avril | Alerte |
| 23 avril          | Alerte |
| 24 avril          | Alerte |
| 25 avril          | Alerte |
| 26 avril          | Alerte – Bombardement : Villeneuve St-Georges |
| 27 avril          | 2 alertes + DCA |

| 28 avril        | Alerte - Bombardement : Le Bourget |
| 30 avril        | Alerte - Bombardement : Mantes |
| 1er mai         | 4 alertes - Bombardement : Orly |
| 2 mai           | Alerte |
| 3 mai           | Alerte |
| 4 mai           | Alerte |
| 7 mai           | 2 alertes - Bombardement : Mantes |
| 8 mai           | Alerte + DCA |
| 10 mai          | Alerte - Bombardement : Colombes / Gennevilliers / Argenteuil |
| 19 mai          | Alerte |
| 20 mai          | Alerte - Bombardement : Villacoublay / Orly |
| 21 mai          | Alerte |
| 22 mai          | Alerte |
| 23 mai          | Alerte |
| 24 mai          | Alerte - Bombardement : Orly / Athis-Mons / Villeneuve St Georges / Juvisy |
| 25 mai          | 3 alertes |
| 26 mai          | 2 alertes |
| Samedi 27 mai   | Alerte puis 13h30 : alerte. 13h50 : Bombardement de Sartrouville. Le soir : Alerte - Bombardement Sartrouville 45 minutes Il s'agit de couper la route aux Allemands en détruisant le pont du chemin de fer Paris-Le Havre pour les empêcher d'envoyer des convois sur le champ de bataille de Normandie. Destruction du quartier du pont et de la gare ainsi qu’un train de voyageurs à destination du champ de courses de Maisons-Laffitte. Bilan : inconnu (plus de 200 morts, 700 à 800 blessés, 9 avions abattus, 16 aviateurs tués, 27 prisonniers, 6 évadés) Fin d’alerte 14h30 |
| Dimanche 28 mai | 5 alertes -5 Bombardements : Sartrouville et les ports à l’Ouest 1 500 maisons détruites, la gare et les quais sont ruinés, l'ancienne mairie est rasée ainsi que les maisons voisines ; les bains-douches municipaux ont disparu. Bilan : inconnu (plus de 200 morts) |
| 29 mai          | Alerte -Bombardement : Sartrouville / Juvisy |
| 30 mai          | 5 alertes -Bombardement : Sartrouville, Mantes-la-Ville (sept vagues comptabilisées). Vers 11h36, une première vague de 12 bombardiers détruisent le pont de Mantes, puis une seconde vague bombarde l'hôtel de ville et détruit tout le quartier du centre-ville. Bilan : plusieurs morts parmi les employés et un élu. Puis une troisième vague bombarde survole Limay, de l'autre côté de la Seine, rasant un quartier Bilan : 33 morts (dont 6 enfants). Enfin, la maison d'arrêt de Mantes, rue Henri-Clérisse, est détruite, tuant des détenus de droit commun condamnés à de peines légères, ainsi que de prisonniers déportés là pour aider au déblaiement. Bilan : 210 morts |
| 31 mai          | Alerte |
| 1er juin        | 2 alertes -Bombardement : Trappes |
| 2 juin 1944     | 3 alertes Puis alerte 19h30 : Bombardement de Juvisy / Massy Palaiseau Objectif : le nœud stratégique de Massy-Palaiseau où convergent les voies de la Grande Ceinture et du Chartrain, passage obligé pour rejoindre les gares normandes Les premières bombes tombent au moment où un train de voyageurs en provenance de Versailles entre en gare de Massy-Palaiseau : 40 tués et une soixantaine de blessés. A Palaiseau on dénombre trente tués et autant de blessés. On compte sur Massy et sur Palaiseau plus de mille sinistrés. Juvisy est également frappée. La circulation des trains est interrompue entre Juvisy et la gare de Paris-Austerlitz. Le triage de Trappes est lui traité par la RAF 163 appareils US |
| 3 juin          | 5 alertes -Bombardement : Sartrouville / Conflans |
| 5 juin          | 2 alertes |
| 6 juin          | 8 alertes + DCA |
| 7 juin          | 3 alertes. Les voies ferrées d'Achères, Juvisy, Massy, Palaiseau et Versailles sont attaquées par 195 Halifax, 122 Lancaster and 20 Mosquito. |
| 8 juin          | 3 alertes |
| 9 juin          | Alerte |
| 10 juin         | 6 alertes |
| 11 juin         | 3 alertes. Bombardement de nuit sur Massy-Palaiseau |
| 12 juin         | 6 alertes |
| 13 juin         | 4 alertes |
| 14 juin         | 2 alertes |
| 15 juin         | 3 alertes |
| 17 juin         | 3 alertes |
| 18 juin         | Bombardement de Massy et Palaiseau, faisant 65 morts et 200 blessés. |
| 20 juin         | Alerte |
| 19 juin         | Bombardement de Gennevilliers, impliquant une centaine de bombardiers américains Boeing B-17 Flying Fortress et Consolidated B-24 LiberatorLa cible principale est le Pioneer Park, destiné à accueillir des matériels militaires lourds pour le compte du Groβ Paris, la garnison allemande de Paris et de sa proche banlieue. Bilan : 250 personnes tuées. |
| 22 juin         | Alerte à18h25 Vers 19h30, bombardement : St-Denis / St-Ouen / Gennevilliers Six escadrilles alliées effectuent un raid au-dessus de Gennevilliers. La cible est notamment la Compagnie industrielle maritime de Gennevilliers, spécialisée dans le transport et le stockage de pétrole. L’usine de Clichy-Saint-Ouen, installée sur les bords de Seine sera d’ailleurs détruite lors de cette attaque. D’autres usines sont touchées à Asnières-sur-Seine, Clichy-la-Garenne et Villeneuve-la-Garenne. L’une des forteresses volantes s’écrase dans le 18e arrondissement de Paris, rue Pajol. |
| 23 juin         | 3 alertes |
| 24 juin         | 8 alertes |
| 25 juin         | 5 alertes |
| 30 juin         | 3 alertes |
| 26 août 1944    | Vers 23h, alerte. 23h25, bombardement allemand sur la capitale et sa proche banlieue. 111 bombardiers du IXe Fliegkorps de la Luftwaffe (essentiellement des Junkers Ju88 et Ju188 décollent de Belgique (aérodromes de Le Culot et Melsbroek), des Pays-Bas (aérodrome de Gilze Rijen), et d'Allemagne (aérodrome de Leck) mais aussi du Nord Est de Paris (aérodrome de Montdidier, Corbeilles-en-Parisis et Beauvais-Tillé). Ils ont pour objectif de couper les voies d'approvisionnement de la capitale (Sceaux, Montrouge, Châtenay-Malabry, Villacoublay). Il n'est pas prévu dans le plan initial de bombarder Paris (selon les archives allemandes). La DCA américaine se laisse surprendre et des bombes explosives et incendiaires tombent sur Paris (hôpital Bichat, au nord du 18e arrondissement, quartier des Blancs-Manteaux dans le Marais, Buttes-Chaumont, Porte de Montreuil, Porte de Vitry, place d'Italie, porte d'Ivry, quartier Mouffetard, Bastille) et sur la banlieue (Bagnolet, Pantin, Montreuil, Sceaux, Bourg-la-Reine, Charenton-le-Pont, Saint-Maur, Ivry et Vitry). Le bombardement est effectué en 2 vagues. Une première de 23h25 à 0h45 de 100 avions par vagues successives de 20, suivant deux axes : Sceaux - Saint-Denis et Clamart - Noisy-le-Sec. La seconde, constituée de 20 appareils, parachève la mission en suivant les mêmes objectifs. Deux avions allemands seront descendus par la DCA. Une lueur rougeâtre éclaira Paris une bonne partie de la nuit, due à l'embrasement des barriques de la halle aux vins (à l'emplacement actuel de l'université de Jussieu), qui fut totalement détruite. Bilan : 189 personnes tuées et près de 900 blessés. 431 immeubles sont totalement détruits et près de 1600 le sont partiellement. |